# Ahmed Trabelsi
Ahmed Trabelsi (27 luglio 1973) è un ex calciatore tunisino, di ruolo difensore.

## Carriera

### Club
Ha sempre giocato nel campionato tunisino.

### Nazionale
Con la maglia della Nazionale ha collezionato 4 presenze.